# قيادة العمليات الخاصة للجيش الأمريكي
قيادة العمليات الخاصة لجيش الولايات المتحدة (محمولة جوًّا) (بالإنجليزية: The United States Army Special Operations Command (Airborne))‏؛ المعروفة اختصارًا باسم (بالإنجليزية: USASOC)‏ هي القيادة المكلفة بالإشراف على مٌختلف قوات العمليات الخاصة التابعة للقوات البرية للولايات المتحدة. يقع مقرها الرئيسي في فورت براغ في ولاية كارولاينا الشمالية، وهي أكبر جِسم في قيادة العمليات الخاصة للولايات المتحدة. تتمثل مهمتها في تنظيم، تدريب، تجهيز، تمويل، إدارة، تعبئة، نشر ودعم قوات العمليات الخاصة التابعة للجيش لتنفيذ عمليات خاصة ناجحة في جميع أنحاء العالم. شاركت هذه القيادة في الإشراف على عمليات عسكرية أمريكية عديدة، الغزو الأمريكي لبنما، حرب الخليج الثانية، معركة مقديشو في عام 1993، إضافة إلى حربي أفغانستان، العراق، وكان لها دور مهم في الحرب على الإرهاب.